# Monaster św. Mikołaja w Solbie
Monaster św. Mikołaja – prawosławny żeński (pierwotnie męski) klasztor w Solbie, nad rzeką o tej samej nazwie, w jurysdykcji eparchii jarosławskiej Rosyjskiego Kościoła Prawosławnego.

## Historia
Dokładny czas powstania monasteru nie jest znany. Z pewnością klasztor istniał już i posiadał znaczny majątek ziemski w 1544, a więc musiał już funkcjonować od kilku dziesięcioleci. Według niektórych badaczy monaster utworzył jeden z uczniów Sergiusza z Radoneża; mnisi pochodzący z jego monasteru oraz ich uczniowie zapoczątkowali funkcjonowanie ok. 70 różnych klasztorów. O tym, że twórcą monasteru w Solbie był mnich wykształcony duchowo w kręgu Sergiusza świadczy fakt, że ikona tego świętego wystawiona była w klasztorze św. Mikołaja na drugim miejscu po ikonie patronalnej. 
Monaster został całkowicie zniszczony przez wojska polsko-litewskie podczas wojny polsko-moskiewskiej. Do jego odbudowy przystąpiono w 1711 na mocy decyzji cara Piotra I, dzięki staraniom Warłaama (Wysockiego), przełożonego monasteru Trójcy Świętej Daniela Słupnika w Peresławiu. Klasztor przeniesiono przy tym na nowe miejsce, oddalone od poprzedniego o ok. 4 km, na dawnym pozostawiając jedynie pamiątkowy krzyż. W nowym kompleksie monasterskim wzniesiono drewnianą cerkiew św. Mikołaja (pozostawała czynna do XIX w.), zaś w 1731 także murowaną cerkiew Zaśnięcia Matki Bożej. W 1742 monaster stał się wspólnotą w pełni samodzielną, zrzekając się przy tym dotacji państwowej i zobowiązując się do utrzymania jedynie z pracy mnichów. Jeszcze w XVIII w. zdołał jednak ponownie zgromadzić znaczny majątek ziemski.
W 1903 monaster męski w Solbie został zamknięty i przekształcony w żeński. Pierwszą przełożoną wspólnoty była ihumenia Makaria (Skudina), dotąd żyjąca w monasterze św. Mikołaja w Peresławiu Zaleskim, z tego też klasztoru przybyły pierwsze mniszki. W 1914 we wspólnocie żyło 114 mniszek i posłusznic, a z inicjatywy ihumenii Makarii monaster został gruntownie wyremontowany. Monaster był znaczącym ośrodkiem pielgrzymkowym.
Monaster został zamknięty i rozgrabiony w 1918, być może podczas jego likwidacji kilka mniszek zostało rozstrzelanych. Inne mniszki w kolejnych latach były represjonowane. Czynna pozostała jedynie dawna cerkiew monasterska, zamknięta dopiero w 1937. W obiektach poklasztornych urządzono wiejską komunę „Nowe życie”, działającą do 1922. Następnie w dawnym monasterze powstał szpital psychiatryczny. Wyposażenie monasteru został całkowicie zniszczone. 
W 1994 zrujnowany kompleks został zwrócony Rosyjskiemu Kościołowi Prawosławnemu. Początkowo był filią monasteru św. Nikity w Peresławiu Zaleskim. Planowano utworzenie monasteru męskiego, jednak zrezygnowano z tego z braku chętnych, przez pierwsze pięć lat formalnego istnienia monasteru nie udało się również znaleźć kandydatek do życia w restytuowanym klasztorze żeńskim. Ostatecznie przełożoną nowo otwartej wspólnoty została mniszka Erotyida (Gażu), dotąd żyjąca w Monasterze Tołgskim. Mniszki zajmują się prowadzeniem domu dziecka.